# Thomas Steu
Thomas Steu (* 9. Februar 1994 in Bludenz) ist ein österreichischer Rennrodler.

## Werdegang
Als 10-Jähriger startete Thomas Steu erstmals auf der Rodelbahn in seinem Geburtsort Bludenz. Mit 14 wurde er in den Junioren-Nationalkader aufgenommen. Nach der Sporthauptschule Nüziders wechselte Steu ins Sportgymnasium nach Dornbirn.

### Olympische Jugend-Winterspiele 2012
Er startete im Jänner 2012 bei den Olympischen Jugend-Winterspielen in Innsbruck im Doppelsitzer mit dem Tiroler Lorenz Koller und belegte den sechsten Rang.
Bei den Rennrodel-Juniorenweltmeisterschaften 2014 in Igls wurde er Junioren-Doppelweltmeister im Doppelsitzer und im Teamwettbewerb. Im Sommer 2014 wurde er im Nationalteam aufgenommen und seit April 2016 trainiert er im Heeresleistungszentrum Dornbirn. Als Heeressportler des Heeressportzentrums trägt er derzeit den Dienstgrad Zugsführer.
Bei den Rennrodel-Weltmeisterschaften 2016 wurde er Sechster und 2017 wurde er Vierter im Doppelsitzer Sprint. 2017 wurde er auch U23-Weltmeister und Vizeeuropameister im Doppelsitzer mit Lorenz Koller.

### Olympische Winterspiele 2018
Thomas Steu startete bei den Olympischen Winterspielen 2018 und belegte am 14. Februar in der südkoreanischen Stadt Pyeongchang mit Lorenz Koller den vierten Endrang.
Am 24. November 2018 feierten Steu und Koller in Igls ihren ersten Weltcup-Sieg.
Bei den Europameisterschaften der Kunstbahnrodler in Lillehammer holte sich Thomas Steu mit seinem Partner Lorenz Koller im Jänner 2020 die Silbermedaille. Eine Woche später zog er sich im Training Ende des Monats einen Schien- und Wadenbeinbruch zu.

### Saison 2020/21
Thomas Steu gewann mit seinem Partner Lorenz Koller vier Saisonrennen. Sie konnten erstmals die Weltcupgesamtwertung der Doppelsitzer für sich entscheiden.

### Olympische Winterspiele 2022
Bei den Olympischen Winterspielen 2022 gewann Steu zwei Medaillen. Zuerst errang er am 9. Februar 2022 gemeinsam mit Lorenz Koller im Doppelsitzer die Bronzemedaille. Tags darauf gewann er in der Teamstaffel gemeinsam mit Wolfgang Kindl und Madeleine Egle sowie Lorenz Koller die Silbermedaille.

### Saison 2022/23
Am 16. April 2023 wurde bekannt, dass Thomas Steu in Zukunft gemeinsam mit Wolfgang Kindl im Doppelsitzer antreten werde, nach dem sein bisheriger Partner Lorenz Koller seine Karriere beendet hatte.

### Saison 2023/24
Am 13. Januar 2024 gewann Steu gemeinsam mit Wolfgang Kindl die Goldmedaille im Doppelsitzer bei den Europameisterschaften in Innsbruck. Am nächsten Tag gewann er noch die Goldmedaille im Team.

## Erfolge

### Weltcupsiege
Doppel
| Nr. | Datum         | Ort                | Bahn                        |
| --- | ------------- | ------------------ | --------------------------- |
| 1.  | 24. Nov. 2018 | Innsbruck          | Olympia Eiskanal Igls       |
| 2.  | 25. Nov. 2018 | Innsbruck (Sprint) | Kunsteisbahn Bob-Rodel Igls |
| 3.  | 2. Jan. 2019  | Winterberg         | Bobbahn Winterberg          |
| 4.  | 2. Feb. 2019  | Altenberg          | DKB-Eiskanal                |
| 5.  | 11. Jan. 2020 | Winterberg         | Bobbahn Winterberg          |
| 6.  | 28. Nov. 2020 | Innsbruck          | Olympia Eiskanal Igls       |
| 7.  | 29. Nov. 2020 | Innsbruck (Sprint) | Kunsteisbahn Bob-Rodel Igls |
| 8.  | 5. Dez. 2020  | Altenberg          | DKB-Eiskanal                |
| 9.  | 16. Jan. 2021 | Oberhof            | Rennrodelbahn Oberhof       |
| 10. | 11. Dez. 2021 | Altenberg          | DKB-Eiskanal                |
| 11. | 18. Dez. 2021 | Innsbruck          | Kunsteisbahn Bob-Rodel Igls |
| 12. | 13. Jan. 2024 | Innsbruck          | Kunsteisbahn Bob-Rodel Igls |
| 13. | 10. Feb. 2024 | Oberhof            | Rennrodelbahn Oberhof       |
| 14. | 17. Feb. 2024 | Oberhof            | Rennrodelbahn Oberhof       |

Teamstaffel
| Nr. | Datum         | Ort       | Bahn                            |
| --- | ------------- | --------- | ------------------------------- |
| 1.  | 21. Nov. 2021 | Yanqing   | Yanqing National Sliding Center |
| 2.  | 14. Jan. 2024 | Innsbruck | Kunsteisbahn Bob-Rodel Igls     |